# Седан (город)
Седа́н (фр. Sedan) — город и коммуна во Франции, в департаменте Арденны, расположенный на реке Маас близ границы с Бельгией. Прозванный за своё стратегическое расположение ключом к Франции, город не раз становился местом важных битв. Население — 20 100 человек (1999).

## История
Город сформировался под сенью Седанской крепости, возведение которой начали в 1424 году владельцы Седана из рода Ламарков. К концу XVI века крепость занимала семь уровней и покрывала площадь в 30 000 км², что делало её самой крупной в Западной Европе. Её конкурентом была крепость Буйон, расположенная по испанскую сторону границы.
В XVII веке Седан унаследовал род Латур д’Овернь, не раз поднимавший оружие против французских королей. Именно в Седане родился самый знаменитый представитель этого рода — маршал Тюренн. Во время Религиозных войн хозяева Седана приняли кальвинизм и объявили Седанское княжество независимым от французской короны. Здесь находили убежище многие гугеноты (в частности, Бернар Палисси); в местной церкви сохранились пышные гробницы лидеров французских протестантов. Молодые гугеноты стремились получить образование в Седанской академии. В 1642 году кардинал Ришельё под угрозой смертной казни вынудил князя Седанского отказаться от владений в Арденнах в пользу короля.
Кардинал Мазарини начал строительство в Седане текстильных фабрик. В XIX веке Седан специализировался на производстве дорожных карет. Самый распространённый кузов легковых автомобилей носит название этого города.
2 сентября 1870 года во время Франко-прусской войны под Седаном произошло знаменитое сражение, где попал в плен император Наполеон III. Через 70 лет, в 1940 году, во время Второй мировой войны, немецкие войска (танковая группа Клейста) прорвали под Седаном французский фронт, обойдя основные укрепления линии Мажино с севера, и устремились на запад, к Ла-Маншу, отрезая сосредоточенные в Бельгии союзнические войска от остальной территории Франции (см. Французская кампания).